# Cyrtolabulus zarudnyi
Cyrtolabulus zarudnyi är en stekelart som först beskrevs av Kostylev 1939.  Cyrtolabulus zarudnyi ingår i släktet Cyrtolabulus och familjen Eumenidae. Inga underarter finns listade i Catalogue of Life.